# Нестеров, Илья Михайлович
Илья Михайлович Нестеров (1909, Благовещенск — 20 августа 1985, Севастополь) — советский морской офицер, контр-адмирал (1949). Участник Великой Отечественной войны на Черном море, планировал и командовал десантными операциями. Военно-морской советник в КНР. В 1954—1956 годах начальник 3-го Высшего Военно-Морского Инженерного Училища.

## Биография
Родился Илья Михайлович Нестеров в 1909 году в Благовещенске-на-Амуре. Окончил среднюю школу в 1926 году во Владивостоке. По комсомольской путёвке был направлен в Военно-морское училище им. М. В. Фрунзе в Ленинграде. Член ВКП(б) с 1930 года. Закончил его с отличием в 1931 году. Имея право выбора флота и класса кораблей, выбрал подводные лодки Черноморского флота.
С января 1931 года — минер подводной лодки №-16 «Металлист» (бывшая АГ-21), затем штурман ПЛ №-12 «Шахтер» (АГ-23), а в июле 1931 года был назначен минером большой ПЛ Д-5 «Спартаковец». После окончания в 1932 году курсов командиров подводных лодок в Ленинграде, был назначен старшим помощником, а затем командиром подводной лодки Д-6 «Якобинец». За короткое время под его руководством ПЛ Д-6 вышла на первое место на флоте по боевой и политической подготовке, по торпедным и артиллерийским стрельбам. В 1933 году по приказу Командующего флотом И. К. Кожанова лодка скрытно высадила на болгарский берег группу болгарских коммунистов, а в 1935 году, совершив 27 погружений, пройдя 1 200 миль, обеспечила исследовательскую работу известного профессора Государственного института Сорокина, проводившего в Черном море гравиметрические наблюдения по заданию правительства. В 1935 году за успешное выполнение правительственных заданий И. М. Нестеров одним из первых среди советских подводников был награжден орденом Ленина. На штабной работе: Первый помощник начальника 7-го отдела (май 1936 – март 1939), начальник 2-го отделения 2-го отдела (март 1939 – февраль 1941), 1-го отделения Отдела подводного плавания (февраль – август 1941).

### Участие в Великой Отечественной войне
В начале Великой Отечественной войны И. М. Нестеров назначен начальником отделения береговой обороны оперативного одела штаба ЧФ по боевому обеспечению морских коммуникаций Черного и Азовского морей  (август 1941 – май 1942).  Начальник отделения Конвойной службы Оперативного Отдела Штаба ЧФ (июль 1943 – апрель 1944). Участвовал в планировании и руководстве многими морскими десантными операциями, в том числе Новороссийской операции в 1943 году, где он был начальником штаба высадки. За участие в ней был награжден орденом Боевого Красного Знамени. За руководство Таманской десантной операцией был награжден орденом Нахимова II-й степени и за успешное проведение морского десанта, будучи начальником штаба высадки в Керченской десантной операции награжден вторым орденом Боевого Красного Знамени. За освобождение Севастополя и Крыма награжден орденом Отечественной войны I-й степени. Помощник начальника Штаба ЧФ (апрель 1944 – февраль 1945), принимал участие в организации Ялтинской конференции. В 1944 году И. М. Нестеров был назначен уполномоченным Командующего флотом адмирала Ф. С. Октябрьского по учету трофейных кораблей в Румынии и Болгарии и переводу их в Севастополь.

### После войны
С 1947 года приказом Министра Вооруженных Сил СССР назначается командиром 1-й ордена Ушакова бригады траления Черноморского флота. Присвоено звание контр-адмирал 11 мая 1949 года. Закончил Академию Генерального Штаба с золотой медалью в 1951 году, награжден вторым орденом Ленина. В этом же году назначен старшим военно-морским советником Главкома Военно-Морских Сил Народно — освободительной армии Китая (декабрь 1951 – декабрь 1953). За участие в боевых действиях награжден Орденом Освобождения I-й степени КНР. В сентябре 1954 года он в был назначен начальником 3-го Высшего Военно-Морского Инженерного Училища переименованного в ВВИУ подводного плавания и до февраля 1956 года. Далее в распоряжении Управления кадров ВМФ (февраль – апрель 1956).
В 1956 году по заключению Центральной ВВК ВМФ по состоянию здоровья был признан негодным к военной службе и уволен в отставку. Состоял членом Военно-научного общества при Севастопольском Доме офицеров. Илья Михайлович Нестеров умер 20 августа 1985 года и похоронен в Севастополе на 5-й км Балаклавского шоссе.

## Награды
Был награждён орденами и медалями СССР, БНР и КНР:
- Орден Ленина 23.12.1935

- Орден Отечественной войны I степени 30.11.1942

- Медаль «За оборону Севастополя» 22.12.1942
- Медаль «За оборону Одессы» 22.12.1942
- Орден Красного Знамени 04.10.1943
- Медаль «За оборону Кавказа» 01.05.1944
- Орден Красной Звезды 03.11.1944
- Медаль «За победу над Германией в Великой Отечественной войне 1941–1945 гг.» 09.05.1945
- Орден Нахимова II степени 22.08.1945
- Орден Красного Знамени 05.11.1946
- Орден Ленина 27.12.1951
- Орден Освобождения I-й степени, КНР 1955
- Орден Отечественной войны I степени 06.04.1985